# Branco (Rapper)
Branco (* 1992 oder 1993; bürgerlich Benjamin Cimatu) ist ein dänischer Rapper. Seit 2019 landete er mit vier Alben und acht Liedern auf Platz eins der dänischen Charts, womit er zu den erfolgreichsten Rappern seiner Heimat zählt.

## Karriere
Branco wuchs in bescheidenen Verhältnissen im Bezirk Vestegnen, Teil des Københavns Amt (Umland Kopenhagens) auf. Mit 19 Jahren wurde er erstmals Vater, wobei er mit seiner Frau bis heute drei gemeinsame Kinder hat.
Er erreichte die dänischen Charts erstmals im Januar 2018 mit dem Lied Carnalismo, zusammen mit Node und Gilli. Im gleichen Jahr wurde er zusammen mit seinem besten Freund in einem Auto angeschossen, wovon er sich aber gut erholte.

## Diskografie

### Studioalben
| Jahr | Titel           | Höchstplatzierung, Gesamtwochen, AuszeichnungChartsChartplatzierungen (Jahr, Titel, Platzierungen, Wochen, Auszeichnungen, Anmerkungen) | Anmerkungen                                     |
| Jahr | Titel           | DK | Anmerkungen                                     |
| ---- | --------------- | --- | ----------------------------------------------- |
| 2019 | Baba Business   | DK1 ×2Doppelplatin · (42 Wo.)DK | Erstveröffentlichung: 14. Juni 2019             |
| 2020 | Euro Connection | DK1 ×3Dreifachplatin · (70 Wo.)DK | Erstveröffentlichung: 5. Februar 2020 mit Gilli |
| 2021 | Baba Business 2 | DK1 ×2Doppelplatin · (47 Wo.)DK | Erstveröffentlichung: 1. Januar 2021            |
| 2021 | 10 Years        | DK1 Platin · (36 Wo.)DK | Erstveröffentlichung: 23. September 2021        |
| 2023 | Brancs & Reggie | DK11 (2 Wo.)DK | Erstveröffentlichung: 16. Juni 2023 mit Node    |
| 2024 | Baba Business 3 | DK1 Platin · (18 Wo.)DK | Erstveröffentlichung: 24. Mai 2024              |

### Singles als Leadmusiker
| Jahr | Titel Album                                         | Höchstplatzierung, Gesamtwochen, AuszeichnungChartsChartplatzierungen (Jahr, Titel, Album, Platzierungen, Wochen, Auszeichnungen, Anmerkungen) | Anmerkungen                                                             |
| Jahr | Titel Album                                         | DK | Anmerkungen                                                             |
| --- | --------------------------------------------------- | --- | ----------------------------------------------------------------------- |
| 2019 | Million Dag 1                                       | DK16 Gold · (3 Wo.)DK | Erstveröffentlichung: 23. Januar 2019 mit Fouli                         |
| 2019 | Planer –                                            | DK3 Gold · (5 Wo.)DK | Erstveröffentlichung: 15. Februar 2019 mit Gilli                        |
| 2019 | All In –                                            | DK4 ×2Doppelplatin · (13 Wo.)DK | Erstveröffentlichung: 12. April 2019 mit Gilli                          |
| 2019 | Frihed –                                            | DK20 (2 Wo.)DK | Erstveröffentlichung: 3. Mai 2019                                       |
| 2019 | Ingen introduktion (4x4) Baba Business              | DK19 Gold · (3 Wo.)DK | Erstveröffentlichung: 10. Juni 2019                                     |
| 2019 | London Town –                                       | DK2 ×3Dreifachplatin · (23 Wo.)DK | Erstveröffentlichung: 4. Oktober 2019 mit Gilli                         |
| 2019 | Verden vender Euro Connection                       | DK1 Platin · (16 Wo.)DK | Erstveröffentlichung: 31. Oktober 2019 mit Gilli                        |
| 2020 | Back To Business Euro Connection                    | DK2 Platin · (8 Wo.)DK | Erstveröffentlichung: 29. Januar 2020 mit Gilli                         |
| 2020 | Get Money (Motivation Session) –                    | DK15 (2 Wo.)DK | Erstveröffentlichung: 3. Juli 2020                                      |
| 2020 | Ballin’ –                                           | DK9 Gold · (6 Wo.)DK | Erstveröffentlichung: 10. Juli 2020 feat. Kojo Funds                    |
| 2020 | Tempo –                                             | DK7 Gold · (10 Wo.)DK | Erstveröffentlichung: 28. August 2020                                   |
| 2020 | Hundo Baba Business 2                               | DK1 Platin · (16 Wo.)DK | Erstveröffentlichung: 30. Oktober 2020                                  |
| 2021 | No Evil Baba Business 2 (Deluxe Edition)            | DK1 Gold · (6 Wo.)DK | Erstveröffentlichung: 5. Februar 2021 mit Lukas Graham                  |
| 2021 | Broke –                                             | DK4 Gold · (5 Wo.)DK | Erstveröffentlichung: 2. April 2021                                     |
| 2021 | No Warning –                                        | DK11 Platin · (11 Wo.)DK | Erstveröffentlichung: 18. Juni 2021 mit Icekiid                         |
| 2021 | Goal –                                              | DK17 Gold · (3 Wo.)DK | Erstveröffentlichung: 24. September 2021 mit Artigeardit & Lukas Graham |
| 2022 | Trend –                                             | DK16 (2 Wo.)DK | Erstveröffentlichung: 4. März 2022                                      |
| 2022 | Steppa’ in –                                        | DK6 Gold · (3 Wo.)DK | Erstveröffentlichung: 18. März 2022                                     |
| 2022 | Blue Lagoon –                                       | DK9 Gold · (4 Wo.)DK | Erstveröffentlichung: 13. Mai 2022                                      |
| 2022 | Sexy Back –                                         | DK11 Gold · (2 Wo.)DK | Erstveröffentlichung: 10. Juni 2022                                     |
| 2022 | Todo o nada –                                       | DK17 Gold · (3 Wo.)DK | Erstveröffentlichung: 24. Juni 2022                                     |
| 2022 | Deebo –                                             | DK21 (1 Wo.)DK | Erstveröffentlichung: 28. Oktober 2022                                  |
| 2022 | Chopmoney –                                         | DK34 (2 Wo.)DK | Erstveröffentlichung: 30. Dezember 2022 mit Icekiid                     |
| 2023 | Daglig dosis –                                      | DK16 (2 Wo.)DK | Erstveröffentlichung: 16. März 2023                                     |
| 2023 | Honeymoon Brancs & Reggie                           | DK31 (1 Wo.)DK | Erstveröffentlichung: 4. Mai 2023 mit Node                              |
| 2023 | Levende legende –                                   | DK26 (1 Wo.)DK | Erstveröffentlichung: 22. September 2023 feat. Vory                     |
| 2023 | Forsvinder –                                        | DK4 Platin · (12 Wo.)DK | Erstveröffentlichung: 13. Oktober 2023 feat. Gobs                       |
| 2024 | Fear Nobody –                                       | DK39 (1 Wo.)DK | Erstveröffentlichung: 9. Februar 2024                                   |
| 2024 | Do You Love Me? –                                   | DK37 (1 Wo.)DK | Erstveröffentlichung: 1. März 2024                                      |
| 2024 | Europa Baba Business 3 (Deluxe)                     | DK4 (5 Wo.)DK | Erstveröffentlichung: 11. Oktober 2024 feat. Gobs                       |
| Folgende Lieder erschienen nicht als Single, wurden aber durch das Album zum Download und Streaming bereitgestellt und konnten somit eine Platzierung erlangen: |                                                     | |                                                                         |
| |                                                     | |                                                                         |
| 2019 | Euro Baba Business                                  | DK8 Gold · (4 Wo.)DK | feat. Kesi                                                              |
| 2019 | Investere Baba Business                             | DK18 (1 Wo.)DK | feat. Stepz, Gilli & Benny Jamz                                         |
| 2019 | Traficanté Baba Business                            | DK22 Gold · (2 Wo.)DK | feat. Gilli & Benny Jamz                                                |
| 2019 | Go Fast Baba Business                               | DK25 (1 Wo.)DK |                                                                         |
| 2019 | Copenhagen Baba Business                            | DK26 Gold · (1 Wo.)DK |                                                                         |
| 2019 | Risiko Baba Business                                | DK27 Gold · (1 Wo.)DK |                                                                         |
| 2019 | Shotta Baba Business                                | DK28 (1 Wo.)DK |                                                                         |
| 2019 | La Zone Baba Business                               | DK31 (2 Wo.)DK |                                                                         |
| 2019 | Våben Baba Business                                 | DK37 (1 Wo.)DK | feat. Sivas & Ctk                                                       |
| 2020 | La danza Euro Connection                            | DK1 ×2Doppelplatin · (33 Wo.)DK | mit Gilli                                                               |
| 2020 | Napoli Euro Connection                              | DK4 Platin · (7 Wo.)DK | mit Gilli                                                               |
| 2020 | Mon cheri Euro Connection                           | DK14 (2 Wo.)DK | mit Gilli feat. Amina                                                   |
| 2020 | Murda Euro Connection                               | DK18 (1 Wo.)DK | mit Gilli                                                               |
| 2020 | Money Moves Euro Connection                         | DK27 (1 Wo.)DK | mit Gilli                                                               |
| 2020 | Believer Euro Connection                            | DK34 (1 Wo.)DK | mit Gilli feat. Nafe Smallz                                             |
| 2020 | Eazy Euro Connection                                | DK35 (1 Wo.)DK | mit Gilli                                                               |
| 2020 | Intro Euro Connection                               | DK38 (1 Wo.)DK | mit Gilli                                                               |
| 2020 | Sport SAS                                           | DK1 Platin · (16 Wo.)DK | mit Topgunn                                                             |
| 2021 | Bando Bitch Baba Business 2                         | DK1 Platin · (11 Wo.)DK |                                                                         |
| 2021 | Jiggy Baba Business 2                               | DK7 (2 Wo.)DK | feat. Yasin                                                             |
| 2021 | Smooth Criminal Baba Business 2                     | DK9 (2 Wo.)DK | feat. Sivas                                                             |
| 2021 | Dripsnak 2.0 Baba Business 2                        | DK11 (1 Wo.)DK | feat. Stepz                                                             |
| 2021 | Young & Dangerous Baba Business 2                   | DK14 (1 Wo.)DK |                                                                         |
| 2021 | Burna Baba Business 2                               | DK21 (1 Wo.)DK |                                                                         |
| 2021 | Feelings Baba Business 2                            | DK23 (1 Wo.)DK |                                                                         |
| 2021 | Back To Back Baba Business 2                        | DK29 (1 Wo.)DK |                                                                         |
| 2021 | Cruise Control Baba Business 2                      | DK32 (1 Wo.)DK |                                                                         |
| 2021 | Tax Free Baba Business 2                            | DK35 (1 Wo.)DK |                                                                         |
| 2021 | Banana (Freestyle) Baba Business 2 (Deluxe Edition) | DK38 (1 Wo.)DK |                                                                         |
| 2021 | Istanbul 10 Years                                   | DK6 Gold · (5 Wo.)DK | feat. Stepz                                                             |
| 2021 | Honey (Im Home) 10 Years                            | DK9 Gold · (5 Wo.)DK |                                                                         |
| 2021 | Siri 10 Years                                       | DK18 (1 Wo.)DK |                                                                         |
| 2021 | Koda 10 Years                                       | DK21 (1 Wo.)DK | mit Icekiid                                                             |
| 2021 | Hotboyz 10 Years                                    | DK26 (1 Wo.)DK | mit Artigeardit                                                         |
| 2021 | Cosa nostra 10 Years                                | DK38 (1 Wo.)DK |                                                                         |
| 2024 | Verden rundt Baba Business 3                        | DK18 (2 Wo.)DK |                                                                         |
| 2024 | Den sidste intro Baba Business 3                    | DK35 (1 Wo.)DK |                                                                         |
| 2024 | Gennem årene Baba Business 3                        | DK38 (1 Wo.)DK |                                                                         |

### Singles als Gastmusiker
| Jahr | Titel Album                                | Höchstplatzierung, Gesamtwochen, AuszeichnungChartsChartplatzierungen (Jahr, Titel, Album, Platzierungen, Wochen, Auszeichnungen, Anmerkungen) | Anmerkungen                                                             |
| Jahr | Titel Album                                | DK | Anmerkungen                                                             |
| --- | ------------------------------------------ | --- | ----------------------------------------------------------------------- |
| 2018 | Carnalismo Cambiarme                       | DK5 Gold · (8 Wo.)DK | Erstveröffentlichung: 17. Januar 2018 Node feat. Branco & Gilli         |
| 2018 | Pengeseddel –                              | DK19 Gold · (3 Wo.)DK | Erstveröffentlichung: 9. Februar 2018 Atypisk feat. Branco & Gilli      |
| 2018 | Tranquillo –                               | DK1 Platin · (9 Wo.)DK | Erstveröffentlichung: 16. Februar 2018 Gilli feat. Branco               |
| 2018 | Drop Top Porsche –                         | DK28 Gold · (1 Wo.)DK | Erstveröffentlichung: 8. Juni 2018 Marco Rahim feat. Branco             |
| 2018 | Chopper Tale –                             | DK4 Gold · (6 Wo.)DK | Erstveröffentlichung: 14. September 2018 Atypisk feat. Branco & Gilli   |
| 2018 | Uuh –                                      | DK6 Platin · (11 Wo.)DK | Erstveröffentlichung: 2. November 2018 Benny Jamz feat. Branco & Kesi   |
| 2018 | Jailhouse –                                | DK22 Gold · (1 Wo.)DK | Erstveröffentlichung: 14. November 2018 Carmon feat. Branco             |
| 2019 | Øje for øje –                              | DK7 Gold · (4 Wo.)DK | Erstveröffentlichung: 18. Januar 2019 Atypisk feat. Branco & Gilli      |
| 2019 | Aldrig for sjov –                          | DK9 Gold · (4 Wo.)DK | Erstveröffentlichung: 21. Februar 2019 Atypisk feat. Branco             |
| 2019 | Pub G –                                    | DK1 ×2Doppelplatin · (21 Wo.)DK | Erstveröffentlichung: 20. Dezember 2019 Lolo feat. Branco & Larry 44    |
| 2019 | Sektion 1010                               | DK6 Gold · (3 Wo.)DK | Erstveröffentlichung: 30. Dezember 2019 Benny Jamz feat. Branco & Gilli |
| 2020 | Moonlight –                                | DK16 (4 Wo.)DK | Erstveröffentlichung: 16. Oktober 2020 Amina feat. Sivas & Branco       |
| 2021 | McQueen –                                  | DK2 ×3Dreifachplatin · (50 Wo.)DK | Erstveröffentlichung: 22. Januar 2021 RH feat. Branco                   |
| 2021 | Nascar –                                   | DK16 Gold · (2 Wo.)DK | Erstveröffentlichung: 19. März 2021 Jamaika feat. Branco & Dree Low     |
| 2021 | Bodyguard –                                | DK15 Gold · (2 Wo.)DK | Erstveröffentlichung: 21. Mai 2021 Gobs feat. Branco                    |
| 2021 | Komfortabelt –                             | DK6 Platin · (9 Wo.)DK | Erstveröffentlichung: 27. August 2021 RH feat. Branco                   |
| 2022 | From Paris to Berlin –                     | DK6 Platin · (16 Wo.)DK | Erstveröffentlichung: 28. Januar 2022 Infernal feat. Branco & Jimilian  |
| 2022 | Fuego –                                    | DK39 (1 Wo.)DK | Erstveröffentlichung: 15. Juli 2022 Jimilian feat. Branco               |
| 2023 | Wow Wow Xhemilian                          | DK16 (2 Wo.)DK | Erstveröffentlichung: 13. Januar 2023 Jimilian feat. Branco             |
| Folgende Lieder erschienen nicht als Single, wurden aber durch das Album zum Download und Streaming bereitgestellt und konnten somit eine Platzierung erlangen: |                                            | |                                                                         |
| |                                            | |                                                                         |
| 2019 | Fortuna Contra                             | DK31 (1 Wo.)DK | Sivas feat. Branco & Benny Jamz                                         |
| 2019 | Culo Kiko                                  | DK4 Platin · (18 Wo.)DK | Gilli feat. Branco                                                      |
| 2019 | 100 Kiko                                   | DK25 Gold · (2 Wo.)DK | Gilli feat. Benny Jamz, Branco & Kesi                                   |
| 2019 | Selv Kiko                                  | DK32 (1 Wo.)DK | Gilli feat. Benny Jamz & Branco                                         |
| 2019 | Endnu Stepzologi                           | DK3 Platin · (11 Wo.)DK | Stepz feat. Gilli, Benny Jamz & Branco                                  |
| 2019 | Risiko A niveau                            | DK35 (1 Wo.)DK | Atypisk feat. Branco                                                    |
| 2022 | Violence Forza                             | DK25 (1 Wo.)DK | Sivas feat. Branco                                                      |
| 2022 | Rambo Intet til alt                        | DK24 (1 Wo.)DK | Gobs feat. Branco                                                       |
| 2023 | Flytter bjerge Knuste hjerter heler aldrig | DK20 Gold · (4 Wo.)DK | Gobs feat. Branco                                                       |
| 2023 | For Life Championship                      | DK11 (2 Wo.)DK | Jamaika feat. Branco & Carmon                                           |